# Ruth Ocumárez
Ruth Amelia Ocumárez Apataño (Santo Domingo, 1983) è una modella dominicana, eletta Miss Repubblica Dominicana 2002.
Grazie a tale vittoria, la Ocumárez diventa una celebrità nella propria nazione in quanto prima donna di origini africane a rappresentare la Repubblica Dominicana a Miss Universo. La stampa da alla modella il soprannome la diosa de ébano (in italiano La Dea di ebano).
Durante Miss Universo 2002, svolto a Porto Rico, la Ocumárez, nonostante le previsioni, non riesce ad avere accesso alla rosa delle quindici finaliste del concorso. Tale esclusione crea talmente tanto clamore nei blog e sui siti da far nascere il termine Ruth Ocumárez Award, per indicare la concorrente di un concorso di bellezza che nonostante le aspettative non riesce ad accedere alle finali. Riesce tuttavia ad ottenere una terza posizione per la fascia di Best National Costume.
Dopo il concorso, Ruth Ocumárez ha intrapreso la carriera di modella ed attrice, debuttando nel film dominicano Perico Ripiao. Ha inoltre collezionato alcune esperienze come conduttrice televisiva.